# Stipe Pletikosa
Stipe Pletikosa  (Split, 1979. január 8. –) horvát válogatott labdarúgó.

## Pályafutása

### Hajduk Split
Pletikosa a horvár Hajduk Splitben kezdte pályafutását, az 1998-99-es szezonban lett első számú kapus a már kiöregedő Tonči Gabrić helyett. A szurkolók a kiváló reflexei miatt a polip becenevet adták neki.

### FK Sahtar Doneck
2003-ban Darijo Srnával együtt igazolt az ukrán klubhoz, azonban ő nem tudott megragadni a kezdőcsapatba, így kölcsönadták előző klubjának. A kölcsönszerződés után már rendszeresen védett az ukrán gárdában is, azonban idővel kiszorította őt a kapuból Jan Laštůvka. Úgy döntött tovább áll, és bár a Fulham és a Dinamo Zagreb is érdeklődött, ő a Szpartak Moszkva csapatához írt alá.

### Szpartak Moszkva
2009-ig itt is rendszeresen védett, egy évadot pedig kölcsönben a Tottenham Hotspurben töltött, de az egész idény alatt mindössze egy Liga Kupa meccsen védett az Arsenal ellen.

### FK Rosztov
2011. augusztus 6-án írt alá a szintén orosz rosztovi csapathoz ahol az ott eltöltött négy idény alatt több mint 100 mérkőzésen védte a csapata kapuját.

### Deportivo
2015. december 20-án egy féléves szerződést kötött a spanyol csapattal, elsősorban, hogy helyettesítse a sérült Fabriciót.

### A válogatottban
Pletikosa 1999-ben, 20 évesen debütált a horvát nemzeti csapatban, majd ő volt a 2002-es világ- és a 2004-es európa-bajnokságon is a válogatott első számú hálóőre. Bár a 2006-os világbajnokság selejtezői alatt két meccs kivételével Tomislav Butina védett, mire a torna elkezdődött, ismét ő állt a kapuban, mint ahogy a 2008-as EB-n is, ahol a nyitó mérkőzésen a meccs emberének is megválasztották. Ezután hosszú évekig kirobbanthatatlan volt a válogatott kapujából. 2013. február 6-án játszotta 100. válogatott mérkőzését a Dél-Korea elleni 4-0 alkalmával. Miután a 2014-es világbajnokságon már a csoportkör után búcsúztak, Stipe lemondta a válogatottságot. 114-szer játszott a horvát válogatottban, ezzel ő a kapusok közt a csúcstartó, a mezőnyjátékosok közül is csak Srna előzi meg.

## Sikerei, díjai
Hajduk Split
- Horvát bajnok: 2000–01
- Horvát labdarúgókupa: 1999–00, 2002–03

FK Sahtar Doneck
- Ukrán bajnok: 2004–05
- Ukrán labdarúgókupa: 2003–04
- Ukrán labdarúgó-szuperkupa: 2005

FK Rosztov
- Orosz labdarúgókupa: 2013–14